# Concerto de Amadores
Concerto de Amadores é um óleo sobre tela da autoria do pintor português Columbano Bordalo Pinheiro. Pintado em 1882 e mede 220 cm de altura e 300 cm de largura.
A pintura pertence ao Museu do Chiado de Lisboa.